# World of Twist
World of Twist — британская рок-группа, образовавшаяся в 1985 году в Шеффилде, Англия, и исполнявшая инди-поп с элементами танцевальной электроники. Коллектив, с фронтменом Джеймсом Фраем (младшим братом Мартина Фрая) во главе, сочетал в своём творчестве элементы альтернативного рока и мэдчестерский бэгги-бит с мотивами ABC и Roxy Music; в какой-то момент он считался ведущим на британской инди-данс-сцене, но, выпустив лишь один альбом, внезапно распался. Замысловатый ретро-глэм/электропоп, на котором специализировались World of Twists, лёг в основу творчества Pulp (не раз выступавших разогревщиками на их концертах) и Goldfrapp, двух гораздо более успешных групп.

## История группы
World of Twist образовались в 1985 году в Шеффилде в составе: Джеймс Фрай (вокал), Эндрю Хобсон (Andrew Hobson, бас-гитара), Гордон Кинг (Gordon King, гитара), Тони Огден (Tony Ogden, ударные), Рори Конолли (саксофон), Ник Филлипс (Nick Phillips, орган) и Энди Роббинс (Andy Robbins, синтезатор). Вскоре группа распалась, а реформировалась уже в Манчестере три года спустя в новом составе.

## Дискография

### Студийный альбом
- Quality Street (Circa Records, 1991)

### Синглы
- «The Storm» (Circa, 1990)
- «Sons of the Stage» (Circa, 1991)
- «Sweets» (Circa, 1991)
- «She’s a Rainbow (remixes)» (Circa, 1992)
- «The Sausage» (Caff Records, 1992, demo recordings from 1988)